# Avez-vous la foi ?
Pour plus de détails, voir Fiche technique et Distribution.
Avez-vous la foi ? (Do You Believe?) est un drame chrétien américain réalisé par Jon Gunn, sorti en 2015. 

## Synopsis
Un pasteur marié, Matthew, est frappé par la foi inébranlable en Dieu qu'un vieux prédicateur déclame en pleine rue et décide de mettre la sienne en actes. Cela va provoquer une réaction en chaîne sur 12 personnes différentes dont les destins vont s'entrecroiser : un couple endeuillé par la mort de leur enfant tué par un chauffeur ivre, une veuve sans-abri et sa fille adolescente, une infirmière dont le frère soldat vient de rentrer de guerre, une jeune fille enceinte qui fugue car ses parents veulent la faire avorter ou encore deux membres d'un gang violents. Qu'ils soient croyants ou non, le destin et la foi les réunissent autour de la même question : Est-ce que vous y croyez? Est-ce que vous avez la foi?

## Fiche technique
- Titre original : Do You Believe?
- Titre français : Avez-vous la foi ?
- Réalisation : Jon Gunn
- Scénario : Chuck Konzelman et Cary Solomon
- Photographie : Brian Shanley
- Montage : Vance Null
- Musique : Will Musser
- Production : Harold Cronk, Michael Scott, David A. R. White et Russell Wolfe
- Sociétés de production : 10 West Studios, Believe Entertainment, Toy Guns Films et Pure Flix Entertainment
- Société de distribution : Pure Flix Entertainment (États-Unis)
- Pays de production :  États-Unis
- Langue originale : anglais
- Format : Couleur
- Genre : drame chrétien
- Durée : 115 minutes
- Dates de sortie :
  - États-Unis : 20 mars 2015
  - France : 26 juin 2020 (DVD)

## Distribution
- Mira Sorvino : Samantha
- Sean Astin : Dr Farell
- Alexa PenaVega : Lacy
- Delroy Lindo : le prédicateur dans la rue
- Ted McGinley : Matthew
- Andrea Logan White : Andrea
- Cybill Shepherd : Teri
- Lee Majors : J.D.
- Madison Pettis : Maggie
- Brian Bosworth : Joe
- Joseph Julian Soria : Carlos
- Tracy Melchior : Grace
- Valerie Domínguez : Elena
- Senyo Amoaku : Kriminal
- Liam Matthews : Bobby
- Shane Carson : le détective
- Delpaneaux Wills : 40 Ounce
- Makenzie Moss : Lily
- Shwayze : Percy "Beau gosse"
- Arthur Cartwright : Little B

## Réception

### Box-office
Le film a récolté 14,6 millions de dollars au box-office mondial pour un budget de 2,3 millions de dollar.

### Critiques
Metacritic a enregistré une note de 22⁄100 des critiques
Rotten Tomatoes a enregistré une note moyenne de 25⁄100 des critiques et de 83⁄100 du public général.